# Elizabeth Akua Ohene
Elizabeth Akua Ohene, née le 24 janvier 1945 à Ho, est une journaliste et une femme politique ghanéenne.
Elle est l’une des premières journalistes femmes de son pays en 1967. Elle devient ensuite rédactrice en chef d'un quotidien national, le Daily Graphic, où elle a commencé. Contrainte à l’exil pour avoir critiqué le pouvoir, elle reste 19 ans au Royaume-Uni où elle travaille notamment pour la BBC. Elle revient au Ghana pour y devenir ministre d'État.

## Biographie
Elle est née en 1945, à Ho,, ville du Sud-est du Ghana, proche de la frontière avec la République togolaise, dans la Région de la Volta. En 1964, elle commence des études supérieures à l'Université du Ghana en 1964, jusqu’en 1967.
Elle devient ensuite journaliste dans un des principaux quotidiens du pays; le Daily Graphic. Puis en 1979, à 34 ans, elle en est nommée rédactrice en chef. La période est politiquement troublée, notamment par une succession de coups d’Etats militaires. Ayant critiqué un de ces coups d’Etat rompant une rare période de gouvernement civil, et ramenant au pouvoir Jerry Rawlings, elle est contrainte à l’exil.
Elle reprend des études à l'université de l'Indiana à Bloomington, aux États-Unis, dans une formation en communication. Puis elle est attaché de presse pendant 6 mois, de janvier à juin 1983, au Wolfson College, un des collèges de l'université de Cambridge, au Royaume-Uni. Elle travaille ensuite comme journaliste pour différents médias britanniques, et est recrutée notamment par la BBC,.
Elle reste pour autant très attentive à la situation au Ghana. En 2000, elle prend  un congé sabbatique de six mois pour revenir dans ce pays et y  faire campagne pour John Kufuor, le principal opposant de Jerry Rawlings et de son poulain, John Atta Mills, lors des élections présidentielles de 2000. John Kufuor l’emporte et lui propose un poste au gouvernement. Décidé à se réinstaller dans son pays natal, elle accepte et démissionne de la BBC pour entrer définitivement dans la vie politique ghanéenne. Elle devient en 2001 ministre d'État au cabinet du président, responsable des médias et porte-parole du président, le temps des mandats présidentiels de John Kufuor.